# Spica
Spica (også betegnet Alpha Virginis el. α Virginis, forkortet Alpha Vir el. α Vir) er den klareste stjerne i stjernebilledet Jomfruen. Målinger af dens parallakse viser at den befinder sig 250±10 lysår fra Solen. Spica er en spektroskopisk dobbeltstjerne og roterende variabel stjerne, hvor de to stjerner er så tæt på hinanden, at de kun kan skelnes i deres spektre. Primærstjernen er en blå kæmpestjerne af Cepheide typen.